# Idose
Idose (von lateinisch idem ‚zugleich, derselbe‘ und -ose als Suffix für Kohlenhydrate, kurz: Ido) ist ein Monosaccharid mit sechs Kohlenstoff-Atomen. Dieser Zucker gehört zur Gruppe der nicht natürlich vorkommenden Aldohexosen. Der vom Lateinischen abgeleitete Name soll darauf hinweisen, dass die Hydroxygruppen stets auf derselben Seite des Moleküls liegen (in der Keilstrichformel).
Durch Oxidation der endständigen CH2OH-Gruppe zur Carboxygruppe (–COOH) entsteht die Iduronsäure (eine Uronsäure). Diese ist ein Bestandteil der beiden Glykosaminoglykane Dermatansulfat und Heparansulfat.
Wie bei jedem Zucker (außer Dihydroxyaceton) gibt es zwei isomere Formen, die zueinander spiegelbildlich sind (Enantiomere). Wenn in diesem Text oder in der wissenschaftlichen Literatur „Idose“ ohne weiteren Namenszusatz (Präfix) erwähnt wird, ist D-Idose gemeint. L-Idose besitzt nur marginale Bedeutung.

## Eigenschaften
In wässriger Lösung kommt es teilweise zu einem intramolekularen Ringschluss, sodass sich ein Gleichgewicht zwischen der Aldehydform und den beiden Ringformen (Furanose und Pyranose) einstellt:
| D-Idose – Schreibweisen | D-Idose – Schreibweisen | D-Idose – Schreibweisen |
| Keilstrichformel        | Haworth-Schreibweise    | Haworth-Schreibweise    |
| ----------------------- | ----------------------- | ----------------------- |
|                         | α-D-Idofuranose 16 %    | β-D-Idofuranose 16 %    |
| α-D-Idopyranose 31 %    | β-D-Idopyranose 37 %    |                         |
| Sesselkonformation      |                         |                         |
|                         |                         |                         |